# Meinholz
Meinholz ist eine kleine Ansiedlung von fünf Gehöften direkt an der Grenze zwischen der Stadt Braunschweig und dem Landkreis Gifhorn auf der nördlichen – Gifhorner – Seite gelegen. Meinholz gehört zur Gemeinde Meine und zur Samtgemeinde Papenteich.

## Geografie
Das heutige „Weghaus Meinholz“ der Familie Lüters war einst die Zoll- und Grenzstation, an der früher Maut erhoben wurde von den Reisenden auf der damaligen Heerstraße, der heutigen in Nord-Süd-Richtung verlaufenden B 4. Zugleich liegt Meinholz unmittelbar westlich der Bahnstrecke Braunschweig–Wieren, wo es bis 1963 einen eigenen Haltepunkt gab. Diese überquert etwa 200 Meter südlich Meinholz den Mittellandkanal auf einer im Zuge von Gleisarbeiten 2007 renovierten Brücke.

## Geschichte
Der früher auf den Höfen betriebene Ackerbau sowie die Viehzucht wurden inzwischen weitgehend eingestellt bzw. an Großbauern verpachtet.
In den 1980er und 1990er Jahren erlangte die Siedlung überregionale Bekanntheit durch die Tierdressur-Schau (Freilichtbühne), Filmtierschule und Hundeschule des Tierdompteurs Joe Bodemann. Zu den Aufführungen fuhren von weither Interessierte an, um Löwen, Rentiere, Hirsche und andere Tiere mit ihren Kunststücken zu erleben. Joe Bodemann beschrieb das Leben seiner Tiere in einigen Büchern (u. a. Jerry und Joe. Vom Findelhund zum Fernsehliebling; Löwenliebe) und publizierte eine CD-Serie Musik für Tiere. Nach dem Fortzug Bodemanns in den Landkreis Celle nutzt eine Hundeschule das ehemalige Tier-Show-Gelände. 

## Verkehr
Meinholz liegt am Ende der Stadtautobahn A 391, die als Bundesautobahnring um den Kern Braunschweigs über das Autobahnkreuz Braunschweig-Nord nördlich des Mittellandkanals wenige hundert Meter südlich Meinholz in die B 4 überleitet. Außerdem überwachen beidseitig Radargeräte in der Siedlung das nach schweren Unfällen in der dortigen Kurve festgelegte maximale Tempo von 80 km/h.